# 파우마스 (파라나주)

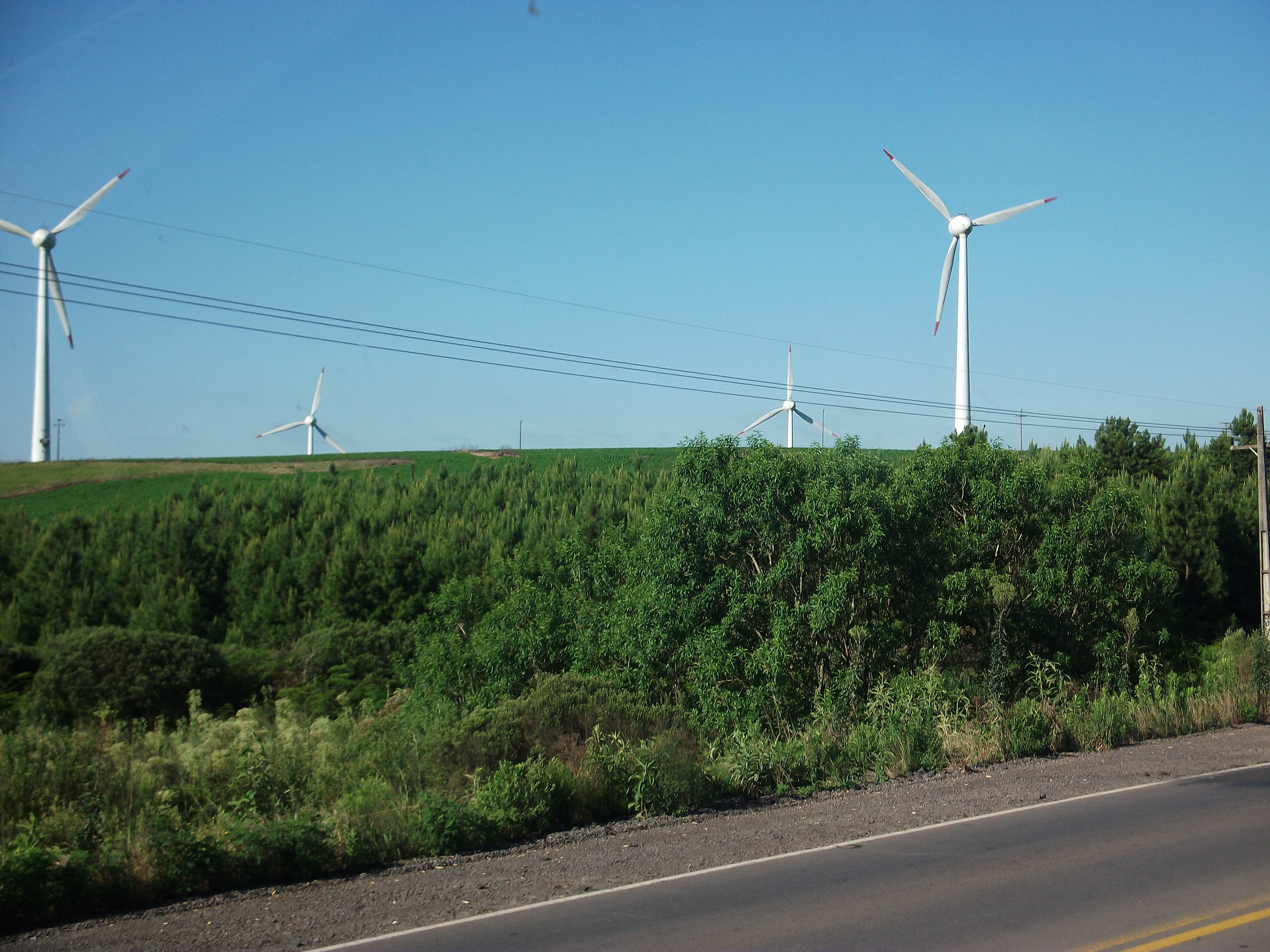

파우마스(포르투갈어: Palmas)는 브라질 파라나주의 도시로 면적은 1,586.1km2, 높이는 1,035m, 인구는 38,011명(2004년 기준), 인구 밀도는 24명/km2이다.